# Renée Dahon
Renée Dahon (1897 – 1969) è stata un'attrice francese.

## Biografia
Dopo un rapporto di otto anni con il drammaturgo Maurice Maeterlinck, si sposò con lui presso Chateauneuf-de-Contes nel 1919. Nei primi anni '30 Dahon partorì un figlio ma morì alla nascita. Nel 1940, Maeterlinck e Dahon ei genitori furono costretti a fuggire dalla loro casa a Parigia causa dell'avanzamento dei tedeschi. Arrivarono negli Stati Uniti nel luglio del 1940 e si trasferirono a New York, in un appartamento. Dopo la guerra, tornarono nuovamente a casa, a Nizza nel 1947.
Renée Dahon era un'attrice popolare a Parigi. È diventata conosciuta all'età di 18 anni per il ruolo di Tyltyl in L'uccellino azzurro.